# Manuel Payno
Manuel Payno (Ciudad de México, 28 de febrero de 1820 - San Ángel Tenanitla, 	5 de noviembre de 1894) fue un escritor, militar, periodista, político y diplomático mexicano. Su ideología política era liberal moderada. La obra literaria más notable de Payno es Los bandidos de Río Frío, una novela costumbrista y narrativa que se erigió como una pieza importante e icónica de la literatura mexicana. Ésta ha sido fuente de inspiración para otros escritores y artistas, y se le han realizado múltiples adaptaciones cinematográficas en México.

## Primeros años y comienzo de la carrera política
Su padre fue Manuel Payno Bustamante González, fundador de la Aduana de Matamoros, en el norte de Tamaulipas Manuel Payno era primo deAnastasio Bustamante. Poco se sabe de su madre, algunas fuentes citan su nombre como María Josefa Cruzado Pardo quien pertenecía a una prominente familia de Puebla. Sin embargo, otras fuentes citan el apellido de su madre como Flores. 
Fue autodidacta en su formación literaria aunque apoyado por la Academia de Letrán. En 1838 "comenzó a colaborar con los principales periódicos y revistas de la época, como: El Año Nuevo, editado por Ignacio Rodríguez Galván [...] En el volumen correspondiente a 1839 Payno publicó dos poemas: <La huérfana> y <Recuerdos de ventura>, mas un cuento titulado <María>, que vienen a significar su debut en el campor literario". 
Payno ingresó a la Aduana de Matamoros como meritorio, junto con Guillermo Prieto. En 1840 se desempeñó como secretario del general Mariano Arista, y cuando alcanzó el rango de teniente coronel fue jefe de una sección del Ministerio de la Guerra de México. Posteriormente, se ocupó de administrar las rentas del estanco de tabacos.

## Guerra con Estados Unidos y Secretaría de Hacienda
En 1847 combatió contra los estadounidenses y como parte de la lucha, estableció el servicio secreto de correos entre México y Veracruz. Fue ministro de Hacienda durante la administración de José Joaquín de Herrera (1850-1851) y también durante el gobierno de Ignacio Comonfort.
Fue diputado por Puebla y por Tamaulipas entre 1848 y 1850. Durante la administración del presidente José Joaquín de Herrera (1848-1851) ocupó el Ministerio de Hacienda donde se preocupó de solucionar el asunto de la creciente deuda externa mexicana. La razones para ello fueron: "Primero, porque con ello el país podría restablecer las fuentes del crédito internacional. Segundo, porque el temor ante una nueva incursión estadunidense hacía ver en Gran Bretaña [...] un contrapeso a la nación al norte del Río Bravo" 
Durante el gobierno del presidente Mariano Arista (1851-1853) continuó sus actividades en Hacienda. Cuando los conservadores liderados por Antonio López de Santa Anna toman el poder, en 1854, Payno "se mantuvo apartado de la esfera pública", y sus amistades cercanas al poder incluso evitaron que Santa Anna cobrara venganza contra él por haberlo criticado duramente por su falta de eficiencia militar (en la guerra contra Estados Unidos).

## Guerra de Reforma e Intervención francesa
Inculpado como uno de los implicados en el golpe de Estado encabezado por Félix Zuloaga –asestado al gobierno de Ignacio Comonfort– y que desconoció a la Constitución de 1857, fue procesado y eliminado de la política. 
Como liberal moderado que era, creía efectivamente que la reforma constitucional de México se debía de llevar a cabo de forma paulatina, lo cual lo llevó a participar en el mencionado golpe de Estado. "En el imaginario -en el ámbito de las ideas- de los liberales como Payno se favorecía a la reforma sobre la revolución e incluso se veía a la primera como inadecuada si aceleraba a la transformación social", lo cual no significaba que estos liberales moderados fuesen partidarios de «una sociedad de antiguo régimen. De hecho, se oponían a los privilegios y anhelaban e idealizaban el progreso económico». 
Por ser encontrado culpable de ser uno de los causantes de la guerra civil, de la Guerra de Reforma, Payno fue condenado a muerte pero «La sanción no se ejecutó [y] [...] fue suspendida [la condena] por la Suprema Corte de Justicia; en diciembre de 1861 [...] fue absuelto al acogerse a la amnistía que el gobierno expidió en noviembre de ese año».

Perseguido durante la Segunda Intervención Francesa en México, terminó reconociendo al gobierno de Maximiliano de Habsburgo. Según Irina Córdoba
Esta decisión pareció obedecer, primero, a las similitudes que el proyecto del Habsburgo tenía con el de los liberales. [...] Segundo, en 1864 parecía que México, bajo el manto imperial y el apoyo francés, viviría, después de largos años, la estabilidad que diversos esquemas políticos no le habían podido dar. Tercero, quizá la cárcel convenció a Payno de que era conveniente avenirse al nuevo régimen [monárquico]. 
Una vez restablecida la República con Benito Juárez, fue diputado.

## Docente y diplomático
Impartió clases en la Escuela Nacional Preparatoria creada por Gabino Barreda. Fue catedrático de la Escuela de Comercio, donde dio Economía Política. Siendo senador, en 1882, el presidente Manuel González "El Manco" lo envió como agente de colonización a París. En 1886 fue nombrado cónsul en Santander y posteriormente cónsul general en España, estableciendo su residencia en Barcelona. En 1891 regresó a México y en 1892 fue nuevamente electo senador, cargo que ocupó hasta su muerte, ocurrida el 5 de noviembre de 1894 en San Ángel en el Distrito Federal.
Escribió "Tratado de la propiedad. Ensayo de un estudio del Derecho Romano y del Derecho Público y Constitucional en lo relativo a la propiedad."

## Escritor
Payno fue un hombre inquieto, inteligente y sobre todo muy activo. Amante de la lectura, combinó sus actividades políticas con las de periodista y escritor. Su obra periodística abarca artículos históricos, políticos y financieros. Colaboró para los periódicos El Ateneo Mexicano, El Siglo Diez y Nueve, El Año Nuevo, El Boletín de la Sociedad de Geografía y Estadística, El Federalista y Don Simplicio, entre otros. Fue miembro correspondiente de la Real Academia Española.
Escribió novelas como El fistol del diablo (1845-1846), en el que relata los efectos de la Primera intervención norteamericana en México; El hombre de la situación (1861), novela de costumbres que cubre los últimos años del virreinato de Nueva España y los primeros del México independiente. En esta obra destaca la narración, los personajes principales son padre e hijo, uno español y el otro criollo. Detalladamente pintados los tipos, abundan los pasajes cómicos en los que destaca una gracia muy mexicana.
En la novela Los bandidos de Río Frío (1889-1891), escrita bajo el seudónimo de "Un ingenio mexicano" durante su segunda estancia en Europa, Payno realiza una larga descripción del ambiente y escenario, incluyendo los antecedentes de los personajes.
Otras de sus obras son: Compendio de historia de México, Novelas cortas, La España y la Francia, El libro rojo (con Vicente Riva Palacio, Juan A. Mateos y Rafael Martínez de la Torre) y La convención española.

## Publicaciones

### Obras
- Novelas cortas.

1. María.
2. Un doctor.
3. El mineral de Plateros.
4. La víspera y el día de una boda.
5. ¡Loca!
6. El Monte Virgen.
7. Pepita.
8. Alberto y Teresa.
9. La esposa del Insurgente.
10. Aventura de un veterano.
11. El castillo del barón D'Artal.
12. La lámpara.
13. El lucero de Málaga.
14. El cura y la ópera.
15. El rosario de concha nácar.
16. Trinidad de Juárez.

- Apuntes para la historia de la guerra entre México y los Estados Unidos.

- Memoria sobre la revolución de diciembre de 1857 y enero de 1858.

- El libro rojo.

1. Moctezuma II.
2. Cuauhtémoc.
3. El Lic. Vena. La Sevilla.
4. Alonso y Gil González de Ávila.
5. Don Martín Cortés.
6. Fray Marcos de Mena.
7. El tumulto de 1624. El Arzobispo Pérez de la Serna.
8. Don Juan Manuel.
9. La familia Dongo.
10. Allende.
11. Mina.
12. Guerrero.
13. Ocampo.
14. Comonfort.

- Novelas

1. El hombre de la situación.
2. Los bandidos de Río Frío.
3. El fistol del Diablo.